# Formel von Faà di Bruno
Die Formel von Faà di Bruno ist eine Formel der Analysis, die vom italienischen Mathematiker Francesco Faà di Bruno 1855 und 1857 publiziert wurde.
Mit ihr lassen sich höhere Ableitungen von komponierten Funktionen bestimmen, sie verallgemeinert somit die Kettenregel und gehört zu den
Ableitungsregeln der Differentialrechnung.

## Formulierung
Sind {\displaystyle f} und {\displaystyle g} zwei {\displaystyle n}-mal differenzierbare Funktionen, die von einer Variablen abhängen und deren Komposition wohldefiniert ist, und ist {\displaystyle D} der Differentialoperator nach dieser Variablen, so gilt
{\displaystyle D^{n}(f\circ g)=\sum _{(k_{1},\,\ldots \,,k_{n})\in T_{n}}{\frac {n!}{k_{1}!\cdot \ \cdots \ \cdot k_{n}!}}{\bigl (}D^{k_{1}+\ldots +k_{n}}f\circ g{\bigr )}\,\prod _{m=1 \atop k_{m}\geq 1}^{n}{\biggl (}{\frac {D^{m}g}{m!}}{\biggr )}^{k_{m}}\,}.
Die Menge {\displaystyle T_{n}}, über die hier summiert wird, enthält alle {\displaystyle n}-Tupel {\displaystyle (k_{1},\ \ldots \ ,k_{n})\,} aus nichtnegativen, ganzen Zahlen mit {\displaystyle 1k_{1}+2k_{2}+\cdots +nk_{n}=n\,}. Jedes solche Tupel lässt sich bijektiv auf eine Partition von {\displaystyle n} abbilden, in dem {\displaystyle i} als Summand {\displaystyle k_{i}}-mal vorkommt. Die Anzahl der Summanden ist daher die {\displaystyle n}-te Partitionszahl. Der Quotient der Fakultäten ist ein Multinomialkoeffizient.

## Analogie zur Regel von Leibniz
So wie die Regel von Leibniz die Produktregel auf höhere Ableitungen verallgemeinert, so verallgemeinert die Formel von Faà di Bruno die Kettenregel auf höhere Ableitungen.
Letztere Formel ist jedoch beweis- und rechentechnisch weitaus schwieriger.
Bei der Leibniz-Regel gibt es nur {\displaystyle n+1} Summanden, wohingegen bei der Faà di Brunoschen Formel mit der {\displaystyle n}-ten Partitionszahl {\displaystyle P(n)} deutlich mehr Summanden auftreten.

## Aussehen bei kleiner Ableitungsordnung
Schreibt man die Formel für die ersten natürlichen Zahlen aus (oder benutzt Ketten- und Produktregel iterativ), so sieht man, dass die Ausdrücke schnell lang und unhandlich werden und die Koeffizienten nicht offensichtlich sind:
{\displaystyle {\begin{aligned}D(f\circ g)&={\bigl (}f'\circ g{\bigr )}\,g'\\D^{2}(f\circ g)&={\bigl (}f''\circ g{\bigr )}\,(g')^{2}+{\bigl (}f'\circ g{\bigr )}\,g''\\D^{3}(f\circ g)&={\bigl (}f'''\circ g{\bigr )}\,(g')^{3}+3\,{\bigl (}f''\circ g{\bigr )}\,g'\,g''+{\bigl (}f'\circ g{\bigr )}\,g'''\\D^{4}(f\circ g)&={\bigl (}f''''\circ g{\bigr )}\,(g')^{4}+6\,{\bigl (}f'''\circ g{\bigr )}\,(g')^{2}\,g''\\&\quad +4\,{\bigl (}f''\circ g{\bigr )}\,g'\,g'''+3\,{\bigl (}f''\circ g{\bigr )}\,(g'')^{2}+{\bigl (}f'\circ g{\bigr )}\,g''''\\D^{5}(f\circ g)&={\bigl (}f'''''\circ g{\bigr )}\,(g')^{5}+10\,{\bigl (}f''''\circ g{\bigr )}\,(g')^{3}\,g''\\&\quad +10\,{\bigl (}f'''\circ g{\bigr )}\,(g')^{2}\,g'''+15\,{\bigl (}f'''\circ g{\bigr )}\,g'\,(g'')^{2}\\&\quad +10\,{\bigl (}f''\circ g{\bigr )}\,g''\,g'''+5\,{\bigl (}f''\circ g{\bigr )}\,g'\,g''''+{\bigl (}f'\circ g{\bigr )}\,g'''''\end{aligned}}}
Weitere Ableitungen lassen sich mit Computeralgebrasystemen wie zum Beispiel Mathematica oder Maple ausrechnen.

## Anwendung bei der Verkettung von Potenzreihen
Sind {\displaystyle f} und {\displaystyle g} zwei Potenzreihen
{\displaystyle f(x)=\sum _{n=0}^{\infty }a_{n}(x-x_{1})^{n}}
{\displaystyle g(x)=\sum _{n=0}^{\infty }b_{n}(x-x_{0})^{n}}
mit positiven Konvergenzradien und der Eigenschaft
{\displaystyle g(x_{0})=x_{1}}
Dann ist die Verkettung {\displaystyle f\circ g} beider Funktionen lokal wieder eine analytische Funktion und somit um {\displaystyle x_{0}} in eine Potenzreihe entwickelbar:
{\displaystyle (f\circ g)(x)=\sum _{n=0}^{\infty }c_{n}(x-x_{0})^{n}}
Nach dem Satz von Taylor gilt:
{\displaystyle c_{n}={\frac {(f\circ g)^{(n)}(x_{0})}{n!}}}
Mit der Formel von Faà di Bruno kann man diesen Ausdruck nun in einer geschlossenen Formel in Abhängigkeit von den gegebenen Reihenkoeffizienten angeben, da:
{\displaystyle {\begin{aligned}f^{(n)}(g(x_{0}))&=f^{(n)}(x_{1})\\&=n!\cdot a_{n}\\g^{(m)}(x_{0})&=m!\cdot b_{m}\end{aligned}}}
Man erhält mit Multiindex-Schreibweise:
{\displaystyle {\begin{aligned}c_{n}&={\frac {(f\circ g)^{(n)}(x_{0})}{n!}}\\&=\sum _{{\boldsymbol {k}}\in T_{n}}{\frac {f^{(|{\boldsymbol {k}}|)}(g(x_{0}))}{{\boldsymbol {k}}!}}\prod _{m=1 \atop k_{m}\geq 1}^{n}\left({\frac {g^{(m)}(x_{0})}{m!}}\right)^{k_{m}}\\&=\sum _{{\boldsymbol {k}}\in T_{n}}{\frac {|{\boldsymbol {k}}|!\cdot a_{|{\boldsymbol {k}}|}}{{\boldsymbol {k}}!}}\prod _{m=1 \atop k_{m}\geq 1}^{n}\left(b_{m}\right)^{k_{m}}\\&=\sum _{{\boldsymbol {k}}\in T_{n}}{{|{\boldsymbol {k}}|} \choose {\boldsymbol {k}}}\,a_{|{\boldsymbol {k}}|}\prod _{m=1 \atop k_{m}\geq 1}^{n}b_{m}^{k_{m}}\end{aligned}}}
Dabei ist {\displaystyle {{|{\boldsymbol {k}}|} \choose {\boldsymbol {k}}}} der Multinomialkoeffizient zu {\displaystyle {\boldsymbol {k}}} und {\displaystyle T_{n}=\left\{{\boldsymbol {k}}\in \mathbb {N} _{0}^{n}\,{\Big |}\,\sum _{j=1}^{n}j\cdot k_{j}=n\right\}} ist wieder die Menge aller Partition von {\displaystyle n} (siehe Partitionsfunktion).

## Anwendungsbeispiel
Mit Hilfe der Formel lassen sich die Koeffizienten in der Laurent-Reihe der Gammafunktion in 0 symbolisch angeben. Mit der Funktionalgleichung und {\displaystyle \Gamma (1)=1} folgt
{\displaystyle \Gamma (x)={\frac {\Gamma (1+x)}{x}}={\frac {1}{x}}\sum _{n=0}^{\infty }{\frac {D^{n}\Gamma (1)}{n!}}x^{n}={\frac {1}{x}}+\sum _{n=1}^{\infty }{\frac {D^{n}\Gamma (1)}{n!}}x^{n-1}}.
Dabei gilt nach Faà di Bruno für die {\displaystyle n}-te Ableitung der Gammafunktion an der Stelle {\displaystyle 1}
{\displaystyle {\begin{aligned}D^{n}\Gamma (1)&=D^{n}e^{\ln \Gamma (1)}\\&=\sum _{(k_{1},\dots ,k_{n})\in T_{n}}{\frac {n!}{k_{1}!\cdots k_{n}!}}\,\Gamma (1)\prod _{m=1 \atop k_{m}\geq 1}^{n}\left({\frac {D^{m}\ln \Gamma (1)}{m!}}\right)^{k_{m}}\\&=\sum _{(k_{1},\dots ,k_{n})\in T_{n}}{\frac {n!}{k_{1}!\cdots k_{n}!}}\,(-\gamma )^{k_{1}}\prod _{m=2 \atop k_{m}\geq 1}^{n}\left((-1)^{m}\,{\frac {\zeta (m)}{m}}\right)^{k_{m}},\end{aligned}}}
wobei wie oben über die entsprechende Menge {\displaystyle T_{n}} von {\displaystyle n}-Tupeln summiert wird. Beim letzten Gleichheitszeichen sind die Ableitungen der Digamma-Funktion {\displaystyle \psi (z)={\tfrac {\Gamma '(z)}{\Gamma (z)}}} benutzt, wobei {\displaystyle \gamma =-\psi (1)} die Euler-Mascheroni-Konstante und {\displaystyle \zeta } die Riemannsche Zetafunktion bezeichnet.